# نتماربل
نتماربل (انگلیسی: Netmarble) شرکت بازی آنلاین کره‌ای است، که در سال ۲۰۰۰ تأسیس شد.